# Génesis Rodríguez

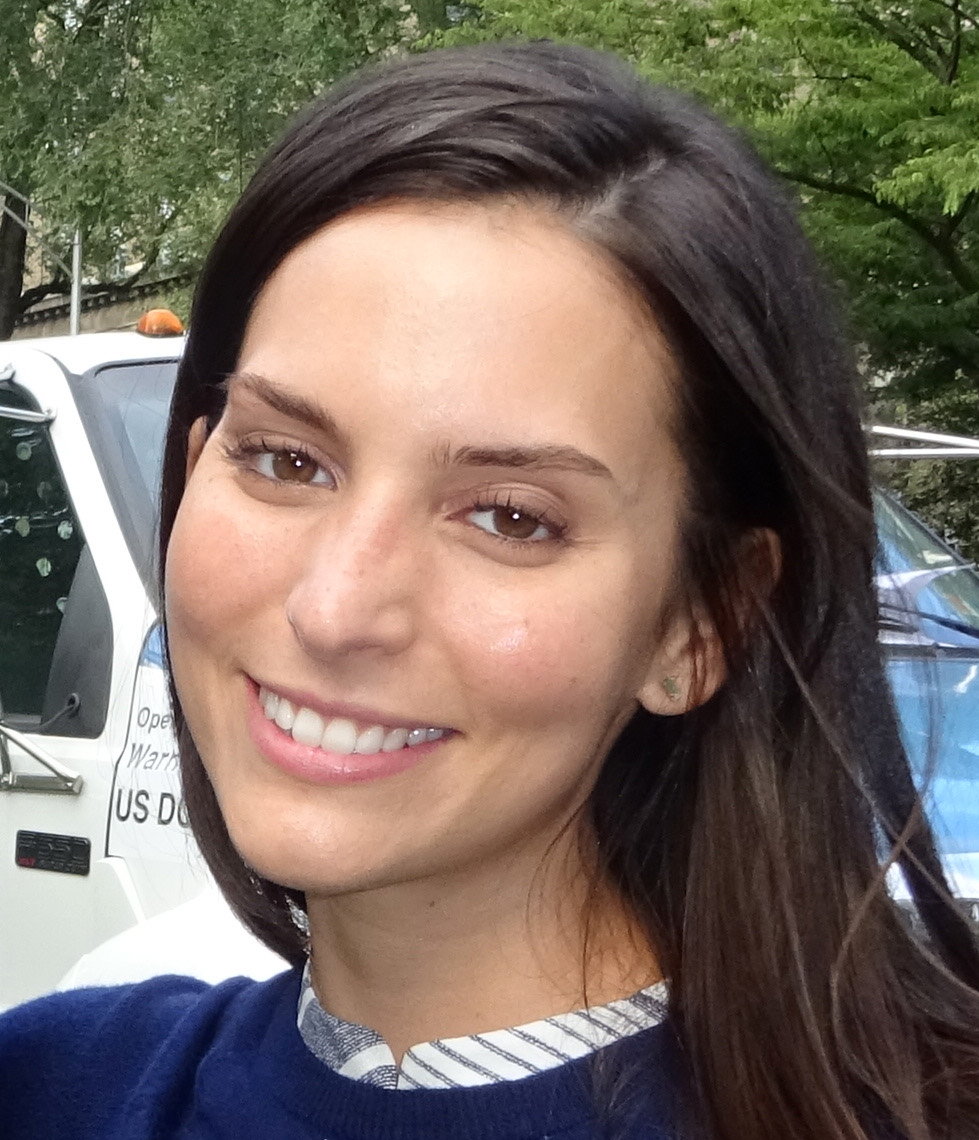
Génesis Rodríguez (2016)

Génesis Rodríguez (* 29. Juli 1987 in Miami, Florida) ist eine US-amerikanische Schauspielerin venezolanisch-kubanischer Herkunft.

## Leben und Karriere
Génesis Rodríguez ist die Tochter des aus Venezuela stammenden Sängers José Luis Rodríguez und des aus Kuba stammenden Models Carolina Perez.
Rodríguez wurde vor allem durch ihre Rollen in den Telenovelas des spanischsprachigen US-Fernsehsenders Telemundo bekannt. Dort spielte sie in den Serien Prisionera, Dame Chocolate und Doña Bárbara mit.
In der dritten Staffel The Umbrella Academy hatte sie eine Hauptrolle als Sloane Hargreeves / Sparrow Nr. 5 inne.

## Filmografie (Auswahl)
- 2004: Prisionera (Fernsehserie, eine Folge)
- 2007: Dame Chocolate (Fernsehserie, eine Folge)
- 2008: Doña Bárbara (Fernsehserie, eine Folge)
- 2010–2011: Entourage (Fernsehserie, 3 Folgen)
- 2012: Ein riskanter Plan (Man on a Ledge)
- 2012: Casa de Mi Padre
- 2012: Was passiert, wenn’s passiert ist (What to Expect When You’re Expecting)
- 2013: The Last Stand
- 2013: Voll abgezockt (Identity Thief)
- 2013: Hours – Wettlauf gegen die Zeit (Hours)
- 2014: Baymax – Riesiges Robowabohu (Big Hero 6, Stimme von Honey Lemon)
- 2014: Tusk
- 2015: Run All Night
- 2016: Yoga Hosers
- 2017: Time After Time (Fernsehserie, 12 Folgen)
- 2017–2021: Baymax – Robowabohu in Serie (Big Hero 6: The Series, Fernsehserie, 55 Folgen, Stimme von Honey Lemon)
- 2018: Delirium
- 2018: Icebox
- 2018: Law & Order: Special Victims Unit (Fernsehserie, 2 Folgen)
- 2018–2020: She-Ra und die Rebellen-Prinzessinnen (She-Ra and the Princesses of Power, Zeichentrickserie, 21 Folgen, Stimme von Perfuma)
- 2020: 30 Grad unter Null – Gefangen im Schnee (Centigrade)
- 2020: The Fugitive (Fernsehserie, 12 Folgen)
- 2022: Fixation
- 2022: The Umbrella Academy (Fernsehserie, 10 Folgen)
- 2023: Neon (Fernsehserie, 3 Folgen)
- 2024: The 4:30 Movie
- 2024: Special Ops: Lioness (Fernsehserie, 7 Folgen)